# Remix & Repent
Remix & Repent (englisch für „Remixen & Bereuen“) ist eine EP der US-amerikanischen Rockband Marilyn Manson. Sie erschien am 25. November 1997 über die Labels Nothing Records und Interscope Records.

## Inhalt
Die EP enthält zwei Remixversionen der Lieder The Beautiful People (abgewandelt zu The Horrible People) und Tourniquet (The Tourniquet Prostethic Dance Mix) sowie eine Akustikversion von Man That You Fear. Zudem sind zwei Liveversionen der Songs Dried Up, Tied and Dead to the World und Antichrist Superstar, die bei der Dead to the World Tour am 6. und 7. Mai 1997 in Utica bzw. Hartford aufgenommen wurden, enthalten. Alle Original-Versionen stammen von dem 1996 veröffentlichten Studioalbum Antichrist Superstar.

## Covergestaltung
Das EP-Cover ist recht schlicht gehalten und zeigt einen schwarzen Blitz auf weißem Grund, der von einem roten Kreis umgeben ist. Der Hintergrund ist komplett schwarz gehalten. Im unteren Teil befinden sich die roten Schriftzüge Marilyn Manson sowie Remix & Repent.

## Titelliste
| # | Titel                                                         | Länge |
| - | ------------------------------------------------------------- | ----- |
| 1 | The Horrible People                                           | 5:12  |
| 2 | The Tourniquet Prostethic Dance Mix                           | 4:09  |
| 3 | Dried Up, Tied and Dead to the World (Live in Utica, NY)      | 4:24  |
| 4 | Antichrist Superstar (Live in Hartford, CT)                   | 5:16  |
| 5 | Man That You Fear (Acoustic Requiem for Antichrist Superstar) | 5:20  |

## Chartplatzierungen
| Professionelle Bewertungen | Professionelle Bewertungen |
| -------------------------- | -------------------------- |
| Kritiken                   |                            |
| Quelle                     | Bewertung                  |
| allmusic                   | [ 3 ]                      |

Remix & Repent stieg am 13. Dezember 1997 auf Platz 102 in die US-amerikanischen Charts ein und konnte sich insgesamt drei Wochen in den Top 200 halten. In Deutschland konnte sich die EP nicht in den Top 100 platzieren.